# カレル・アンチェル
カレル･アンチェル (チェコ語: Karel Ančerl チェコ語発音: [ˈkarɛl ˈanʧɛrl], 1908年4月11日 - 1973年7月3日) は、チェコの指揮者、ホロコースト生還者である。

## 経歴
南ボヘミア地方のトゥカピの裕福なユダヤ人一家に生まれた。父親は酒造業を営んでいた。1924年にプラハのギムナジウムを卒業。1925年から4年間にわたってプラハ音楽院でアロイス・ハーバに作曲を、ターリヒに指揮を学んだ。
1929年に自作の演奏のため初めてチェコ・フィルハーモニー管弦楽団を指揮する。
1930年のミュンヘン現代音楽祭で初演された師ハーバの歌劇｢母｣の初演を指揮したヘルマン・シェルヘンのアシスタントを務めた事がきっかけとなり、ストラスブールの彼の指揮クラスで指導を受ける。またプラハでターリヒの指導も受け続け、本格的な指揮活動の一歩を踏み出す。1933年にはプラハ交響楽団の音楽監督に就任。
1939年にチェコがナチス・ドイツの支配下に入ると、ユダヤ系だったアンチェルはプラハ響を追われる。1942年11月12日、家族全員とともにテレージエンシュタットの強制収容所に送られる。彼はゲットーにおいてテレージエンシュタット弦楽合奏団を率い、音楽活動を行った。ナチのプロパガンダ映画『Der Führer schenkt den Juden eine Stadt』（未公開）に出演。撮影の2週間後、映画に関わったゲットーの音楽家たちは残らず家畜運搬車に詰め込まれ、1944年10月15日にアウシュビッツへ移送された。妻のヴァリーと息子のヤンはガス室で命を落とし、他のともにいた音楽家もほとんどが命を落としたが、アンチェルはさらに他の収容所に移され、生還した。
チェコがナチの支配から解放された後、アンチェルは楽壇へ復帰を果たし、プラハ歌劇場の指揮者（1945年 - 1948年）、プラハ放送交響楽団の指揮者（1947年 - 1950年）を経て、1950年にはクーベリックの後任としてチェコ・フィルハーモニー管弦楽団の常任指揮者に就任する。1948年の共産党政権成立に端を発したチェコのソ連衛星国化に反発したクーベリックが辞任・亡命して以来、低迷状態に陥っていたチェコ・フィルを立て直すべく、1950年首席指揮者として返り咲き「私の人生で最大の驚きだ。」とのコメントを残した。その後は順調に活動を続け、チェコ・フィルはターリヒ時代の栄光を取り戻す。
1959年、チェコ・フィルを帯同して来日公演を行ったが、偶然同時に来日していたカラヤンとウィーン・フィルの演奏に勝るとも劣らぬ演奏を披露、日本の好楽家の間でも名声を確立した（なお、この時の映像がNHKに残っており、2015年にチェコ・フィルの来日公演にあわせて放送された）。また日本だけではなく世界中のツアーを敢行し、多数の熱狂的なファンを生み出すなど大成功を収めた。
ところが1968年、アンチェルがアメリカ演奏旅行中にいわゆる｢チェコ事件｣が起こり、チェコはソ連を中心としたワルシャワ条約機構軍の軍事介入を受ける。アンチェルは旅行先で帰国を断念、亡命の道を選び、同時にチェコ･フィルの常任指揮者も辞任する。
亡命後の1969年に小澤征爾の後任としてカナダのトロント交響楽団の常任指揮者に就任する。
1973年7月3日、亡命先のトロントで肝臓病と糖尿病のため死去。65歳没。チェコの民主化後の1993年に遺灰が故国に戻され、現在プラハのヴィシェフラド民族墓地に埋葬されている。

## 人物
- 演奏は常に引き締まって厳しさを湛えたものだが、それが冷たくならず香りや情感を失わない。古典から現代曲まで幅広く網羅したが、ストラヴィンスキーやマルティヌーなど近・現代曲ではその特徴が生かされた。チェコの音楽の解釈でも、民族的な特徴を安易に強調することはない。
- 大の教育好き、トレーニング魔としても知られる。チェコ・フィルを立て直すために練習を徹底的に行い、時間終了後も指揮台に残ったり楽屋で練習に付き合ったり、奏者の技術向上へ多大な貢献をもたらした。弟子には、ズデニェク・コシュラー、マルティン・トゥルノフスキー、イルジー・コウト等がいる。
- トロント時代はレコーディングに恵まれなかったものの、CBCテレビの番組のためにグレン・グールドとベートーヴェンの「ピアノ協奏曲第5番」を競演した映像が残っている（1970年2月27日収録、同年12月9日放映）[1]。このときの映像は2011年に発売されたグールドのボックスセット『On Television: Complete Cbc Broadcasts 1954-1977』で見ることができる。